# 9560 Анґіта
9560 Анґіта (1987 EQ, 1972 RE4, 1991 PW2, 9560 Anguita) — астероїд головного поясу, відкритий 3 березня 1987 року.
Тіссеранів параметр щодо Юпітера — 3,685.